# استپار
استپار (به اسپانیایی: Estépar) یک شهرستان در اسپانیا است.